# 山上卓樹
山上 卓樹（やまかみ たくじゅ、1855年〈安政2年〉4月 - 1931年〈昭和6年〉）は日本の実業家、皮革製造業者、自由民権運動家、天主堂学校の校主。
「部落解放運動の先駆者」として評価されている。

## 来歴・人物
卓樹は、もとの名を作太郎といい、1855年（安政2年）4月に武蔵国多摩郡下壱分方村福岡（後の神奈川県南多摩郡下壱分方村福岡、東京府南多摩郡元八王子村下壱分方福岡、現・東京都八王子市泉町）の被差別部落で皮革加工兼質屋を経営する山上春吉の長男に生まれる。1873年（明治6年）に東京へ遊学し、中村正直が創立した同人社にて人間としての尊厳に目覚めたとされる。
1876年（明治9年）頃、親類の青年に誘われ横浜にてカトリックに触れ、司祭のテストウィードより受洗する。その後、テストウィードの指導のもと、1877年（明治10年）5月頃に帰郷し、山口重兵衛と共に郷里で伝道した。1878年（明治11年）10月25日には福岡部落内に聖瑪利亜教会会堂が完成し、開堂式にはカトリック東京大司教区の初代大司教（教区長）のオズーフも出席した。
当時、この地方を管轄していた神奈川県より、学校から被差別民を排除することを禁ずる県達（1877年〈明治10年〉7月10日付）が通達されていたにも拘わらず、福岡部落の子供たちは学校から入学を拒否されていた。そのため、作太郎は聖瑪利亜教会で部落の子供や大人達に読み書き算盤を教えたので、この教会は「天主堂学校」と呼ばれた。1879年（明治12年）7月には下壱分方村の村議会員に当選し、小学校の建設や牧場及び桑畑の開墾などに尽力した。
1880年（明治13年）、全国的に国会開設を求める運動が高まると、多摩の各地には自由党の活動拠点・政治学校が複数設立した。これにより多摩は自由党の党員数・比率の両方において全国有数の勢力となり、党総理の板垣退助から「自由のとりで」、「自由党の東北鎮台」と呼ばれた。このような自由民権運動の高まりの中で、作太郎は1882年（明治15年）に自由党に入党、1884年（明治17年）には民権結社「鴻武館」を設立する。この頃、作太郎を始めとする多数の被差別部落民が民権運動に参加したことから、福岡部落の動きを「部落解放運動の先駆」と評価する者もいる。民権運動の一環として作太郎は密かに爆裂弾作製を試み、実験中に負傷する。その後1885年（明治18年）の大阪事件で同志が軒並み逮捕されると、作太郎は暴力的運動から距離を置くようになる。
1889年（明治21年）4月1日の町村制の施行によって、下壱分方村を含む地域は元八王子村となり、作太郎は助役として福岡部落を含む村域全体での有力者となった。
1892年（明治25年）、福岡部落に大火が発生し教会も焼失する。これ以後、部落外に人口が流出する。また同年、テストウィードの後任として着任した司祭のメイランは、信仰上の問題について作太郎たちを批判し、天主堂学校への財政支援も中止したため、学校は閉鎖に追い込まれた。
1893年（明治26年）、作太郎は卓樹と改名し、その後は部落産業の指導者として地域の権力者となる。しかし、徐々に経済力を失い1903年（明治36年）12月10日には助役を退職、1907年（明治40年）に福岡部落を去り、1931年（昭和6年）に死去した。この間、1922年（大正11年）には全国水平社が創立されたが、卓樹は特に発言はしていないようである。

## 家族
卓樹の妹である山上カク（1863年〈文久2年〉 - 1939年〈昭和14年〉）も郷里の八王子で受洗し、18歳で横浜のサン・モール修道会（現・幼きイエス会）の修道女となる。
サン・モール修道会は横浜・山手で日本初の孤児院「仁慈堂」を運営しており、カクは兄から物心共に援助を受け、横浜で孤児や貧しい人々を援助していた。「仁慈堂」は1902年（明治35年）には「菫女学校」に発展するが、1923年（大正12年）の関東大震災で被災し、カクらは生き残った孤児を連れて東京府下の荻窪へ移り住む。
1927年（昭和2年）には高円寺へ移るが、この敷地は1931年（昭和6年）に光塩高等女学校へ譲渡し、修道院は高田馬場へ移転した。そして孤児たちのための学校建設を始め、1933年（昭和8年）に田園調布に菫女学院尋常小学校（現：田園調布雙葉小学校）が開校。修道院が児童の世話をする無月謝の学校であった。
その後、横浜に戻ったカクは晩年の1939年（昭和14年）4月25日に横浜市から社会福祉事業の功労者として表彰を受けたが、病気で表彰式には出られず若い修道女を代わりに出席させた。同年5月31日、76歳で死去した。

## カトリック教会における評価
カトリック東京大司教区の第8代大司教を務めた岡田武夫は、2007年（平成19年）11月2日に行われた山上卓樹伝道士・山上カク修道女祈念ミサの説教にて、山上兄妹を次の通り評価した。
二人はすべての人の救いを望まれる神の愛を信じ、イエスをとおして示された、差別されている人々への神の愛を信じました。信じただけでなく神の愛を多くに人々へ伝え現し宣教したのです。パウロが強調しているように、神の愛を信じること、信じて神の愛を行うことが大切です。
今日、わたしたちは山上卓樹伝道士と山上カクのお二人の生涯を偲び、より深く神の愛を信じることができますよう、そして勇敢に神の愛を証しできますよう神に願い求めましょう。